# Pieve San Giacomo
Pieve San Giacomo là một đô thị ở tỉnh Cremona, vùng Lombardia của Italia, có vị trí cách khoảng 90 km về phía đông nam của Milan và khoảng 12 km về phía đông của Cremona. Tại thời điểm ngày 31 tháng 12 năm 2004, đô thị này có dân số 1.501 người và diện tích là 14,9 km².
Pieve San Giacomo giáp các đô thị: Cappella de' Picenardi, Cella Dati, Cicognolo, Derovere, Sospiro, Vescovato.